# Krč (Protivín)
Krč (dříve také Krče) je vesnice, část města Protivín v okrese Písek v Jihočeském kraji. Leží v Českobudějovické pánvi, na pravém břehu řeky Blanice v kopci nad Protivínem, asi tři kilometry východně od města.

## Název
Název vesnice je odvozený od starého názvu pařezu – krče.

## Historie
První písemná zmínka o vesnici pochází z roku 1352, kdy je doložen místní kostel, který patřil k bechyňskému děkanátu. Podle pozůstatků raně gotické stavby v objektu zdejšího kostela se usuzuje, že ves vznikla již dříve. Ve 14. století byla ves královským majetkem, byla spravovaná z královského hradu Protivín. Ve 14. až 16. století se zde nacházel manský dvorec, který příslušel k hradu Zvíkov. Část vesnice patřila a byla spravovaná z Hluboké. V roce 1490 zde bylo 22 statků a chalup. Za středověku byla zdejší farnost bohatá, měla značný majetek. Později byla ves sjednocena a patřila k protivínskému panství. V roce 1654 zde bylo vedených 17 osazených usedlostí (12 selských) a 3 pusté.  Roku 1662 byla Krč součástí statku Skočice, roku 1701 byla připojena k Drahonicím. Roku 1720 byla opět součástí protivínského statku až do jeho zániku. V roce 1880 byla postavena místní škola. V roce 1900 zde žilo 535 obyvatel a bylo zde vedeno 71 domů.

## Přírodní poměry
Severně od vesnice se nachází soustava rybníků chráněných jako přírodní památka Zelendárky.

## Obyvatelstvo
| Rok            | 1869 | 1880 | 1890 | 1900 | 1910 | 1921 | 1930 | 1950 | 1961 | 1970 | 1980 | 1991 | 2001 | 2011 | 2021 |
| -------------- | ---- | ---- | ---- | ---- | ---- | ---- | ---- | ---- | ---- | ---- | ---- | ---- | ---- | ---- | ---- |
| Počet obyvatel | 499  | 537  | 533  | 579  | 596  | 590  | 516  | 396  | 353  | 314  | 257  | 230  | 221  | 219  | 195  |
| Počet domů     | 59   | 69   | 71   | 77   | 80   | 84   | 96   | 102  | 94   | 92   | 74   | 86   | 94   | 98   | 102  |

## Obecní správa
Při sčítání lidu v letech 1850–1984 Krč byla samostatnou obcí, se kterým patřila nejprve do okresu Písek, ale v roce 1950 v okrese Vodňany a od roku 1960 opět v okrese Písek. Od 1. ledna 1985 je částí města Protivín v okrese Písek. V letech 1850–1879 k obci patřily Nová Ves u Protivína a Žďárské Chalupy, v letech 1850–1879 a v letech 1961–1984 Těšínov a v letech 1961–1984 také Záboří.

## Pamětihodnosti
- Jednolodní raně gotický kostel svatého Václava se nachází na nejvyšším místě vesnice. Kostel byl původně zasvěcený svatému Mikuláši.[8] Tomuto světci byly původně věnovány fresky ze 14. století na stěnách a klenbách. Podle pověstí se o založení kostela zasloužili zlatokopové. Krčský kostel je staršího data než kostel protivínský. Kostel byl posléze barokně přestavěn. Další přestavbou prošel roku 1913. Další pamětihodností zdejšího kostela je náhrobní deska protivínského hejtmana Jiříka Zelendara, který se nemalou měrou zasloužil o budování rybníků mezi Krčí a Novou Vsí. Tento kostel je vedený v Seznamu kulturních památek v okrese Písek. Kostel je obklopen ohradní zdí s brankou. Poblíž kostela se nalézá budova fary.
- Před kostelem svatého Václava se nalézá kamenný kříž. Na jeho podstavci je umístěná mramorová deska se špatně čitelným nápisem s datací 1881.[8]
- Na hřbitově je vysoký kříž a zároveň pomník padlým v první světové válce. Na spodním podstavci kříže jsou umístěné desky s věnováním. Na přední straně je tento nápis: PAMÁTCE SVÝCH V BOJI PADLÝCH A ZEMŘELÝCH VOJÍNŮ VĚNUJE OSADA KRČSKÁ R. 1919. Na další straně jsou uvedena jména padlých z Krče. Na další straně kříže jsou uvedena jména padlých z Těšínova, Záboří a Nové Vsi.
- Pod vyvýšeným návrším se nalézá pomník padlým spoluobčanům v světové válce. Na jehlanovitém kameni je umístěna pamětní deska s tímto nápisem: PADLÝM VOJÍNŮM VE SVĚTOVÉ VÁLCE
- Kaple z roku 1907 je zasvěcená svatému Janu Nepomuckému. Nachází se ve vesnici u cesty na Záboří po pravé straně.[9] Nad vchodem do kaple je uvedeno: L. P. 1907 Svatý Jene Nepomucký oroduj za nás! V kapli je umístěna socha světce.
- V horní části vesnice se před zahrádkou nachází drobný kříž na kamenném podstavci. Na kulatém štítku kříže je tento nápis: POCHVÁLEN BUĎ PÁN JEŽÍŠ KRISTUS
- U silnice z Protivína do Krče se na okraji vesnice před domem na vysokém kamenném podstavci nachází zdobný kříž rodiny Koubovy. Kříž v ohrádce je reliéfně zdobený motivem ratolestí, srdíček a kalicha nejen vpředu, ale i po stranách. Na nejspodnější části podstavce je tento nápis: JAN KOUBA 1896. Na obdélníkovém štítku kříže je tento nápis: POCHVÁLEN BUĎ PÁN JEŽÍŠ KRISTUS
- Krč má mimořádně rozlehlou lichoběžníkovou náves, která je lemovaná podélně orientovanými venkovskými usedlostmi. Místní náves o rozměrech cca 360 metrů krát padesát až devadesát metrů byla zpočátku zastavěna velkými usedlostmi jen na podélných stranách. Ze staveb lidové architektury ve vesnici je v Seznamu kulturních památek v okrese Písek vedená venkovská usedlost čp. 23. Podle tohoto zdroje se dochovala sýpka a stodola u venkovské usedlosti čp. 23, ostatní části byly postupně demolovány v minulém století. Druhá archaická sýpka se nachází u usedlosti čp. 24. Tato sýpka je nenápadná s prostým křídlovým štítem.[8]
- Ve stejném seznamu památek je vedený i silniční most u výpustě ze Švarcenberského rybníka na rozcestí Bečelov. Místní název je Na malé lontštróse. Most a silnice z Tálína, přes Žďár, Krč, Záboří na Hlubokou jsou zbytkem tehdejší moderní dálnice 18. století - Zemské cesty - Landstrasse, která spojovala česká a rakouská města. Zemská cesta byla stavěna na náklady Země České. Byla dokončena v roce 1790. Zemská cesta vedla přes vesnice, proto časem přestala vyhovovat. V letech 1811–1812 byla postavena další státní silnice, které se říkalo císařská cesta, která spojovala města Vodňany, Protivín a Písek v nejkratším směru, proto byla rychlejší a pohodlnější.
- Na cestě mezi Krčí a mlýnem v Podkrčí (z druhé poloviny 16. století) se na velkém křemenném kameni nalézá cca 30 cm vysoký žulový křížek. Tento křížek tam usadil v roce 1975 rodák ze samoty Pařezí (čp. 55) František Hrdina. Na popředí křížku umístil mosaznou obdélníkovou destičku s vyrytým nápisem 1945–1975, na oslavu třicáté výročí konce druhé světové války, což bylo tehdy považováno za výraz oslavy komunistického režimu. Křížek byl proto obyvateli několikrát z kamene strhnut, ale jeho původce jej vždy přibetonoval zpět. Mosazná destička však nakonec zmizela a na jejím místě je dosud v křížku malý otvor, který sloužil k jejímu upevnění.
- U stejné cesty, nedaleko od tohoto kříže se nachází nachýlený kamenný kříž v ohrádce s odlitkem ukřižovaného Ježíše. Současný kříž není původní, ale nahradil v 90. letech žulový, který se zlomil při vichřici. Na podstavci jsou znatelné otvory pro uchycení desky, která chybí.
- U silnice z Protivína do Krče se zhruba v polovině vzdálenosti po pravé straně nachází kříž se zdobným kamenným podstavcem. Podstavec je zdoben motivem kalicha a srdce. V nejspodnější části čtverhranného podstavce je uvedena špatně čitelná datace 188?. Podstavec kříže je zpola zarostlý a propadlý do země. Na levé straně podstavce je pravděpodobně uvedeno JAN HRDINA, po pravé straně zřejmě JAN POLANSKÝ. Jména jsou špatně čitelná.

## Osobnosti
V Krči se roku 1849 narodila matka Jaroslava Haška Kateřina jako dcera schwarzenberského baštýře. Krč se tak dostala i do jeho slavného románu Osudy dobrého vojáka Švejka za světové války.

## Pověst
Pověst se týká Švarcenberského rybníka. Po koupi protivínského panství rodem Schwarzenbergů podal návrh na založení nového rybníka hejtman Václav Antonín Záhorka. Hejtman byl nelítostný člověk, který nebral zřetel na práva sedláků, natož robotníků. Výnosy z panství byly pramalé. A tak navrhl, že pod Krčským mlýnem, v blízkosti pražské silnice leží ladem příhodná půda, které by se dalo využít pro pěstování rybí násady. Půda sice patřila několika krčským sedlákům. V roce 1711 toto místo pro budoucí rybník posoudil hlubocký porybný kladně. Na jeho doporučení přikázal kníže začít se stavbou rybníka. Rybník byl na jeho příkaz postavený robotní prací a dostal jméno po svém majiteli. Hejtman Záhorka zabral půdu bez předchozí dohody s původními majiteli. V roce 1717 si sedláci z Krče stěžovali na jeho postup u komise. Za své zatopené pozemky nedostali žádnou náhradu. Po těchto stížnostech a zásahu komise bylo provedeno správné vypořádání. V dalších letech kvůli hejtmanu Záhorkovi a jeho špatnému jednání vzrůstal počet dalších postižených. Ti, kteří se nemohli dovolat spravedlnosti, mu přáli odplatu. Vznikla pověst, že po jeho smrti ho odnese čert. Po jeho smrti ho čert skutečně odnesl. Hejtmana Záhorku každou noc čert honí po hrázi Švarcenberského rybníka, nikdy ho ale nedohoní. A tak hejtman Záhorka nemůže nikdy dojít klidu.[zdroj?]

## Galerie

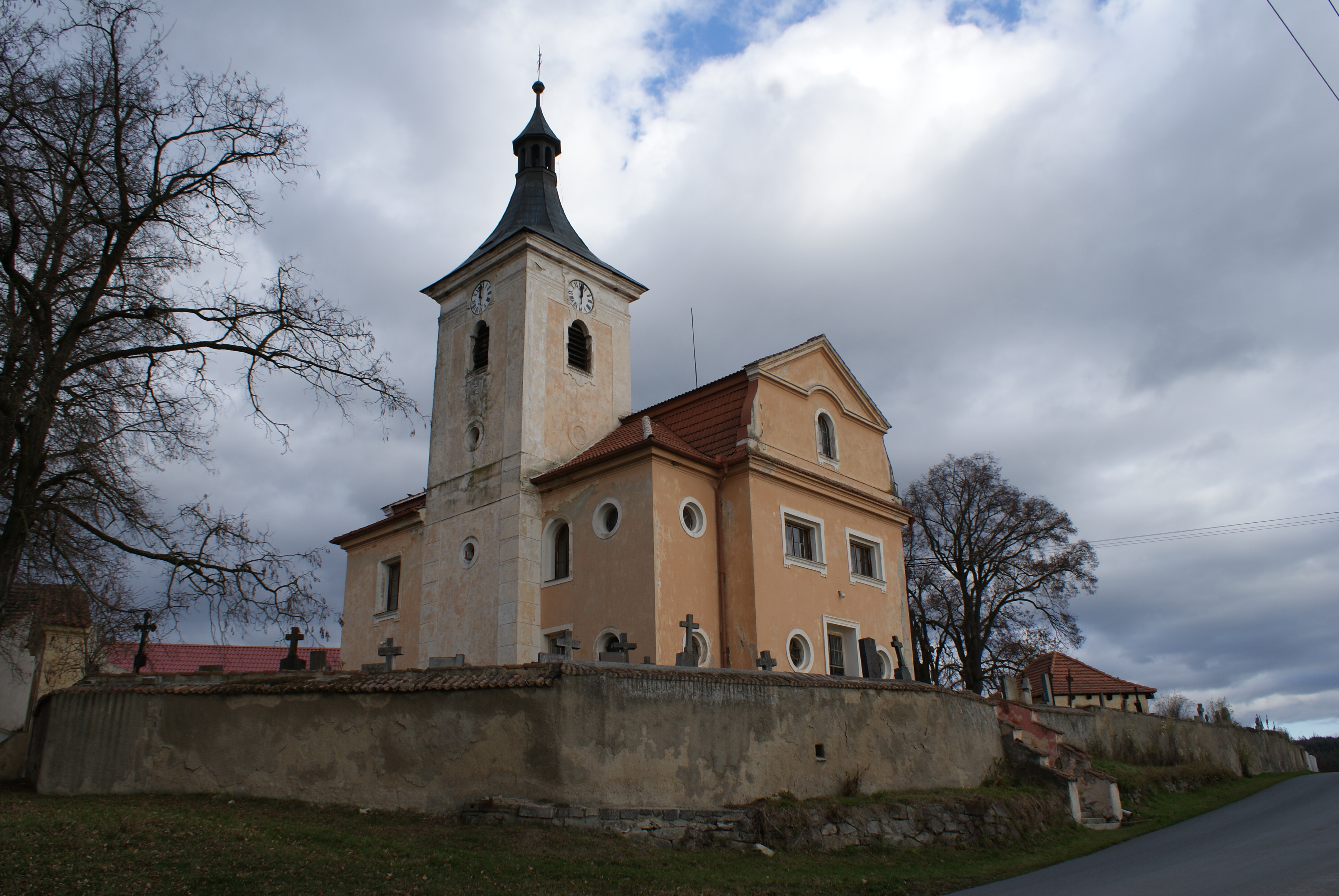
Kostel svatého Václava
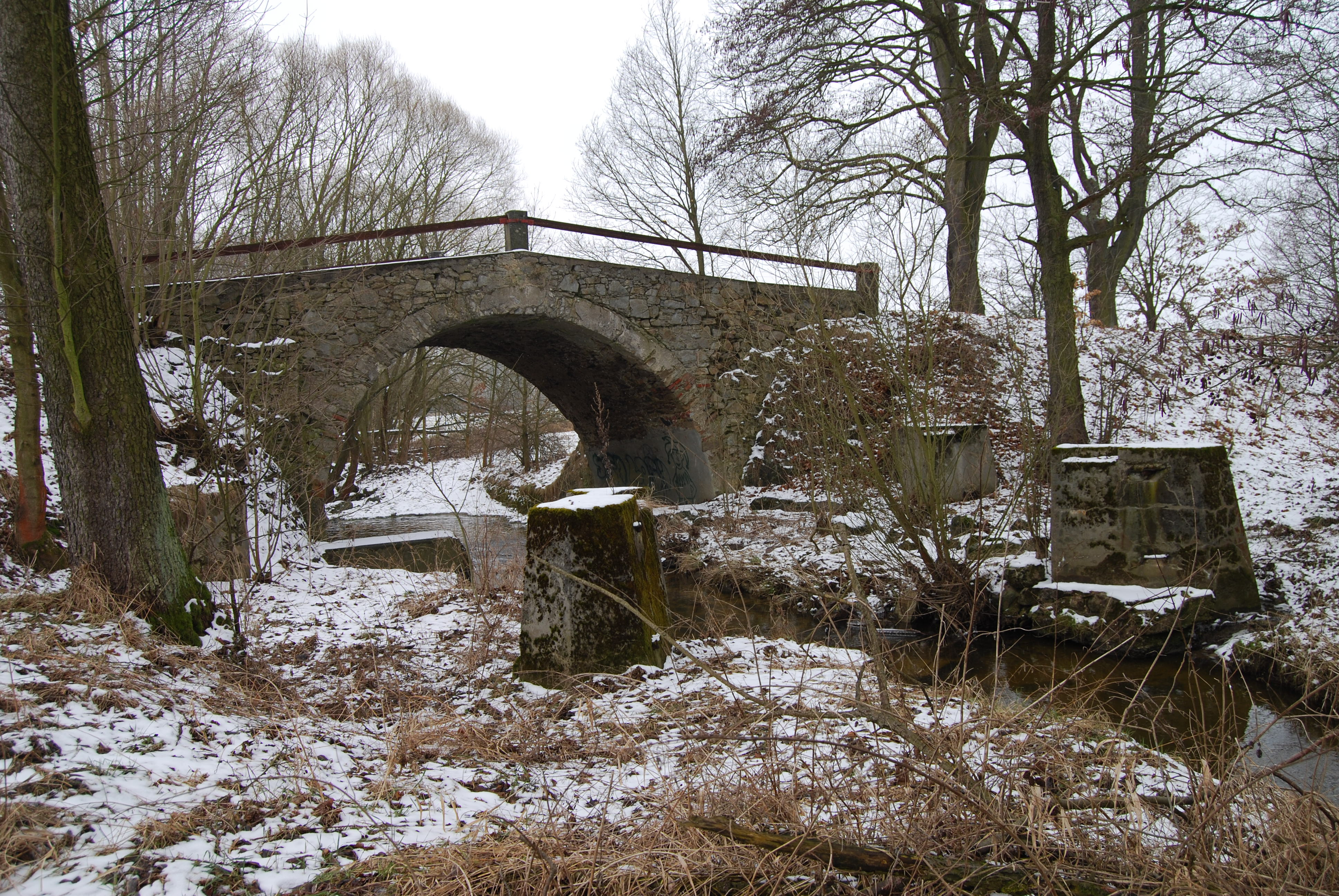
Silniční most
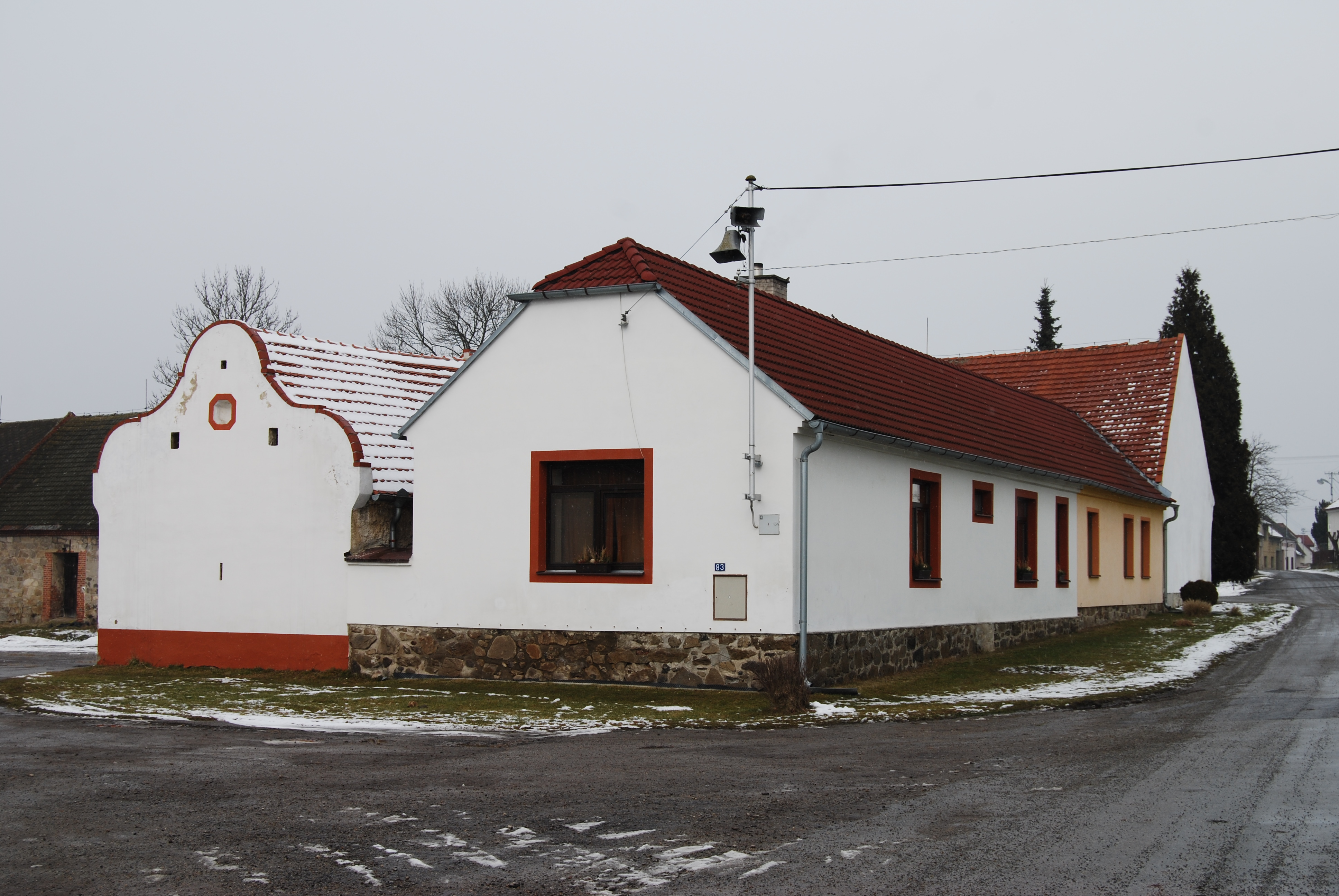
Domy ve vsi
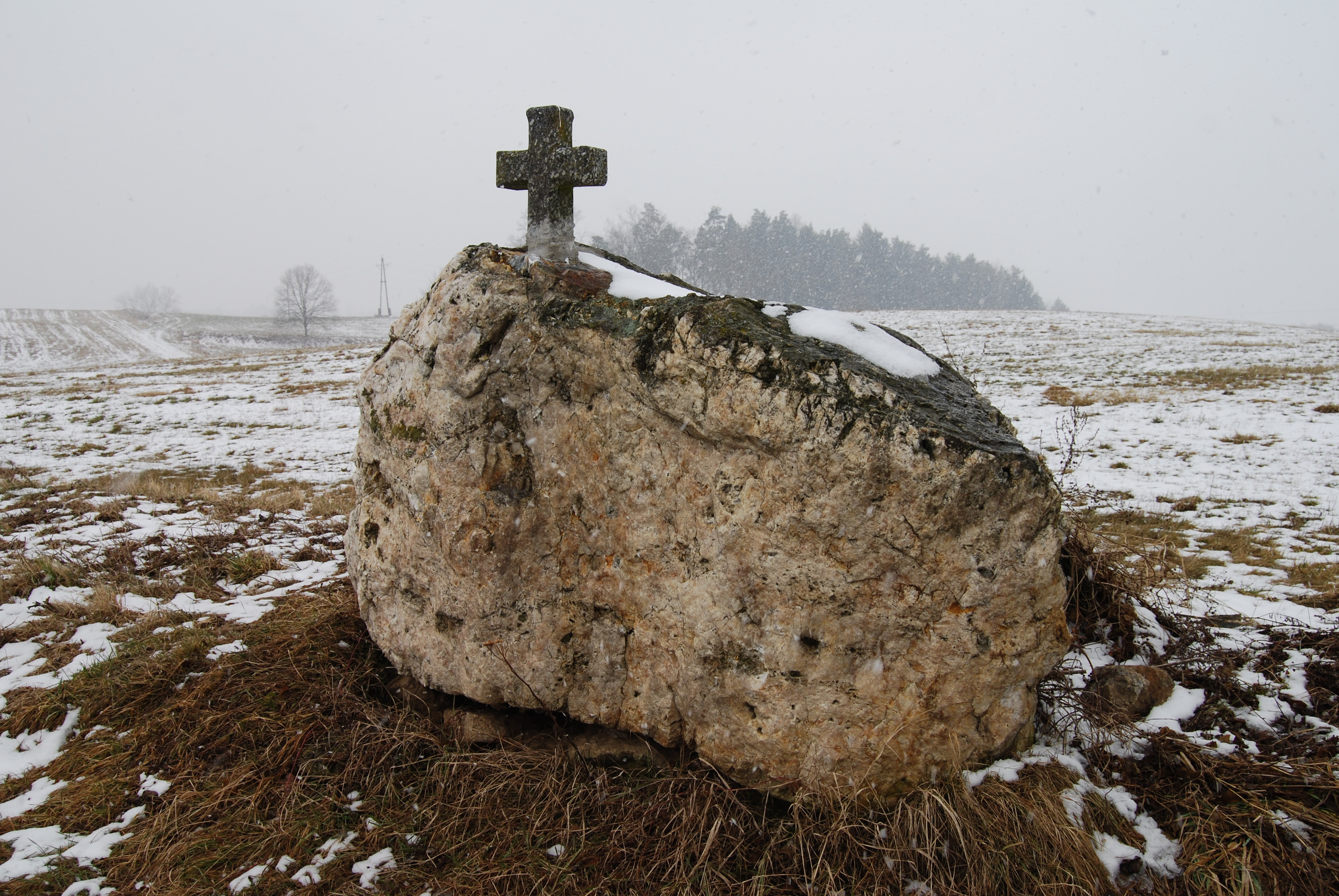
Kříž na balvanu
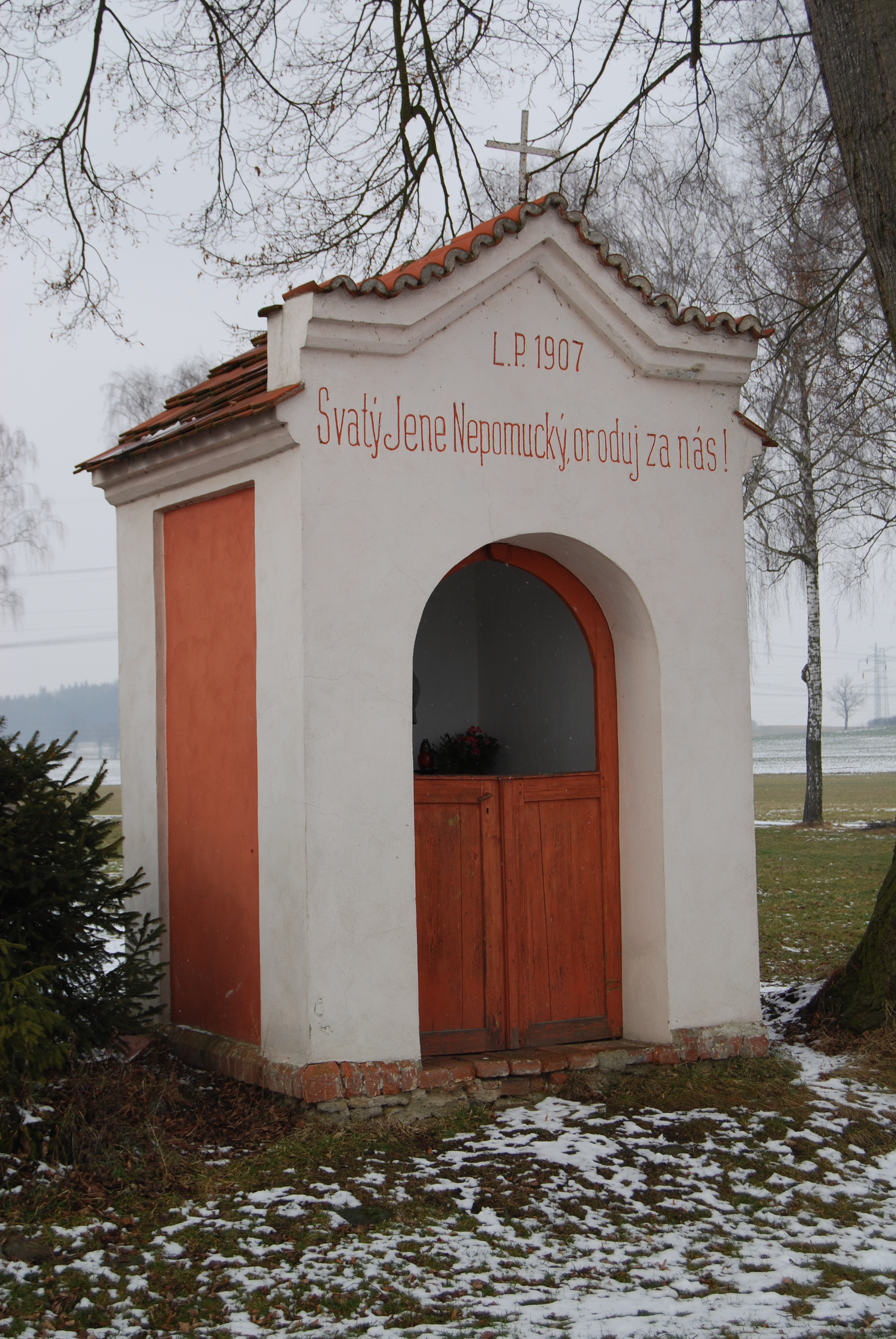
Kaple svatého Jana Nepomuckého